# Rio Tartarugal Grande
O Rio Tartarugal Grande é um rio brasileiro que banha o estado do Amapá.